# Mappy
Mappy (japanisch マッピー Mappī) ist ein 1983 von Namco entwickeltes und von Midway Games vertriebenes Arcade-Spiel. Das Spiel ist ein Side-Scroller mit cartoonartigen Charakteren. Der Spieler übernimmt die Steuerung von Mappy, einer Maus in Polizeiuniform. Der Name „Mappy“ ist wahrscheinlich an den japanischen Begriff mappo angelehnt, einer abschätzigen Bezeichnung für einen Polizeibeamten.

## Spielprinzip
Der Spieler bewegt Mappy mittels Joystick nach links und rechts durch den Schauplatz des Spiels, die Villa. Daneben gibt es einen Knopf, mit dem Mappy Türen öffnen und schließen kann. Ziel des Spieles ist es, verschiedene gestohlene Gegenstände wiederzubeschaffen. Dabei muss der Spieler den Katzendieben (Mewkies bzw. Meowkys in der US-Version) und der Boss-Katze (Nyamco bzw. Goro in der US-Version) ausweichen. Der Schwierigkeitsgrad steigt dabei mit jedem abgeschlossenen Level, indem sich Zahl und Geschwindigkeit der Gegner erhöhen.

### Gegenstände
Für jeden gesammelten Gegenstand gibt es eine festgelegte Punktzahl:
- Radio (100 Punkte)
- Fernseher (200 Punkte)
- Computer (300 Punkte)
- Gemälde (400 Punkte)
- Tresor (500 Punkte)

Die Punkte werden zusätzlich durch einen Multiplier vervielfacht, wenn es gelingt die Gegenstände in Paaren zu sammeln. Je mehr Paare der Spieler sammelt, desto höher wird der Multiplier, angefangen von 100+100*2 für zwei Radios bis maximal 500+500*6 für zwei Tresore. Der zweite Gegenstand eines Paares wird dabei durch Blinken hervorgehoben. Insgesamt können auf diese Weise je Runde maximal 8500 Punkte erzielt werden. Ein Level ist abgeschlossen, sobald alle Gegenstände eingesammelt wurden.
Von Zeit zu Zeit versteckt sich Goro hinter einem der Objekte. Sammelt der Spieler ein solches ein, erhält er neben den Punkten zusätzlich 1000 Punkte.

### Gegner
Im Spielverlauf trifft Mappy auf drei Arten von Gegnern. Von einigen Ausnahmen abgesehen verliert der Spieler ein Leben, sobald er einen Gegner berührt.
Meowkys sind rosa Katzen und die Gegner, die Mappy am häufigsten antrifft. Sie verfolgen den Spieler und werden mit jedem Level schneller und zahlreicher. Berührt Mappy einen Meowky am Boden, verliert er ein Leben.
Goro ist ein roter Kater, der vom Aussehen an einen Teufel erinnert. Goro verfolgt Mappy jedoch nicht direkt, sondern geht seine eigenen Wege. Berührt Mappy ihn am Boden, verliert er ein Leben.
Die Gosenzo-Münze erscheint, wenn der Spieler sich in einem Level zu viel Zeit lässt. Zuerst läuft der Schriftzug Hurry! über den Bildschirm, das Tempo der Musik steigert sich und es erscheinen zusätzliche Meowkys, die ebenfalls schneller sind. Kann der Spieler das Level dann immer noch nicht abschließen, erscheint schließlich die Gosenzo-Münze, ein blauer Kreis mit Goros Gesicht darauf und verfolgt Mappy. Berührt er sie, egal ob am Boden oder in der Luft, verliert er ein Leben.

### Interaktionen
Mappy und seine Gegner bewegen sich nicht bloß durch Laufen, sondern auch durch das Springen auf Trampolinen fort. Während des Springens kann Mappy nicht verletzt werden. Nach vier Berührungen zerbricht das Trampolin und der Spieler verliert ein Leben, sofern sich kein weiteres Trampolin darunter befindet. Dabei wechselt dessen Farbe nach jeder Berührung wie folgt:
- Grün (neutral)
- Blau (Ein Sprung)
- Gelb (Zwei Sprünge)
- Rot (Drei Sprünge)

Berührt Mappy festen Boden, wird das Trampolin wieder auf grün zurückgesetzt. Für jeden Sprung erhält der Spieler 10 Punkte.
Ein weiteres elementares Spielelement in Mappy sind Türen, die in drei Varianten vorkommen:
Normale Türen können geöffnet und geschlossen werden, um Katzen das Vorwärtskommen zu erschweren. Sind Gegner in der Nähe, wenn Mappy eine Tür öffnet, werden sie kurzzeitig betäubt und stellen währenddessen für Mappy keine Gefahr dar.
Mikrowellen-Türen sind nur einmalig benutzbar und verschießen bei ihrer Aktivierung einen Strahl in eine bestimmte Richtung. Die davon erfassten Meowkys werden aus dem Spielbereich transportiert, erscheinen aber nach kurzer Zeit wieder. Für die ersten zwei Gegner gibt es hierfür je 200, für jeden weiteren je 400 Punkte. Wird Goro getroffen, so zählt er als normaler Gegner und die Gesamtpunktzahl wird zusätzlich um den Faktor 2 multipliziert.
Regenbogen-Türen erscheinen ab Level 12. Dabei handelt es sich um Falltüren, die Mappy beim Darüberlaufen aktiviert. Nachfolgende Gegner fallen durch die entstandene Lücke und werden für kurze Zeit betäubt. Fällt der Spieler selbst hindurch, verliert er ein Leben.
Weitere Interaktionsmöglichkeiten:
- Ab Level 4 kann Mappy den Dachboden der Villa betreten.
- Ab Level 8 erscheinen Glocken in den Türmen der Villa, mit deren Hilfe der Spieler die Gegner betäuben kann.

### Bonuslevel
Das dritte Level sowie jedes vierte Level danach sind Bonuslevel, in denen es keine Gegner gibt. Ziel dieser Level ist es, alle Luftballons zu zerstechen, bevor die Musik endet. Jeder berührte Ballon entspricht 200, der Ballon mit Goros Gesicht darauf 2000 Punkten. Werden alle 15 Ballons und der Goro-Ballon zerstochen, erhält der Spieler zusätzlich einen Perfect Round Bonus in Höhe von 5000 Punkten. Insgesamt sind also je Bonusrunde maximal 10.000 Punkte erreichbar.

## Spielende
Wie Pac-Man und andere Arcade-Spiele hat Mappy insgesamt 256 Level. Die späteren Level unterscheiden sich jedoch nur durch einen höheren Schwierigkeitsgrad von den früheren. Bewältigt der Spieler erfolgreich alle Level beginnt das Spiel wieder ab der ersten Runde.